# Thanatip Phayuep-Plurk
Thanatip Phayuep-Plurk (thailändisch นราธิป พยัพพฤกษ์, * 29. Juni 1990) ist ein thailändischer Fußballspieler.

## Karriere
Thanatip Phayuep-Plurk spielte von mindestens 2013 bis 2015 beim Erstligisten Samut Songkhram FC in Samut Songkhram. 2014 musste er mit dem Club den Weg als Tabellenzwanzigster in die zweite Liga antreten. 2016 wechselte er zum Erstligisten Nakhon Ratchasima FC nach Nakhon Ratchasima. Hier absolvierte er in der Hinrunde zwei Erstligaspiele. Die Rückserie wechselte er zum Khon Kaen United FC nach Khon Kaen. Nach acht Spielen der Saison 2016 wurde er Verein vom Verband gesperrt. 2017 kehrte er wieder nach Korat zurück. Nach der Hinserie 2017 verließ er Korat und schloss sich dem Zweitligisten Kasetsart FC aus Bangkok an. Für den Hauptstadtclub spielte er bis 2019. 2020 nahm ihn der ebenfalls in Bangkok beheimatete Zweitligist MOF Customs United FC unter Vertrag. Für dem Zweitligisten absolvierte er zwei Ligaspiele. Anschließend wechselte er in die dritte Liga, wo er sich dem Samut Songkhram FC aus Samut Songkhram anschloss.